# Solaris Barba
Solaris De la Luna Barba Cañizales (Cidade do Panamá, 1 de março de 1999) é uma modelo e rainha da beleza panamenha, vencedora do concurso Miss Universo Panamá 2022. Ela representará o Panamá no concurso Miss Universo 2022.
Ela já foi vencedora do Miss Mundo Panamá 2018, Miss Mundo 2018 Top 12 e Miss Mundo Américas 2018.

## Biografia
Barba é de Arraiján. Ela se formou em 2016 no Instituto Justo Arosemena na San Miguelito com especialização em negócios e está estudando marketing e negócios internacionais.

## Concurso de beleza

### Miss Panamá 2018
Em 7 de junho de 2018, Barba representou Herrera no concurso Miss Panamá 2018 realizado na Arena Roberto Duran na Cidade do Panamá e ganhou o título de Miss Mundo Panamá 2018 pela saída Julianne Brittón.

### Miss Mundo 2018
Em 8 de dezembro de 2018, ela representou o Panamá no concurso Miss Mundo 2018 na China, onde foi uma das 12 melhores semifinalistas e recebeu o título de Miss Mundo Américas 2018, a maior colocação alcançada por um panamenho até aquela data.

### Miss Universo 2022
Em 25 de maio de 2022, Barba ganhou o título do concurso Miss Universo Panamá 2022 e foi sucedido por Brenda Smith. Ela representará o Panamá no Miss Universo 2022.